# Exorista amoena
Exorista amoena là một loài ruồi trong họ Tachinidae.